# Муніх
Муніх (грец. Μουνιχ) — епонім аттичної гавані Муніхія; владар молоссів, віщун богів.
Походить від ім'я давньогрецького міфологічного героя Муніха дав.-гр. Μούνιχος) або Муніта (Μύνιτος). За однією з версій, це син Демофонта та Лаодіки, який таємно народився в Трої.
За іншою версією, його звали Муніт. Це син Акаманта та Лаодіки, народився в Тройзені, вихований Етрою. Батько привіз його додому. Помер від укусу змії під час полювання біля Олінфа у Фракії (або біля Крестони).